# 萨森贝格
萨森贝格（德語：Sassenberg，發音：[ˈzasn̩bɛʁk] ⓘ）是德国北莱茵-威斯特法伦州明斯特行政区瓦伦多夫县的城市，面积78.08平方千米，2023年12月31日人口为14,566人。